# Зовнішня політика Ізраїлю
Зовнішня політика Ізраїлю — це загальний курс Держави Ізраїль в міжнародних відносинах. Зовнішня політика регулює відносини Ізраїлю з іншими державами. Реалізацією цієї політики займається Міністерство закордонних справ Ізраїлю.
На 2014 рік Ізраїль підтримував дипломатичні відносини зі 159 країнами і має 101 дипломатичну місію. На початок 2021 року Ізраїль не визнають 28 держав-членів ООН.

## Історія

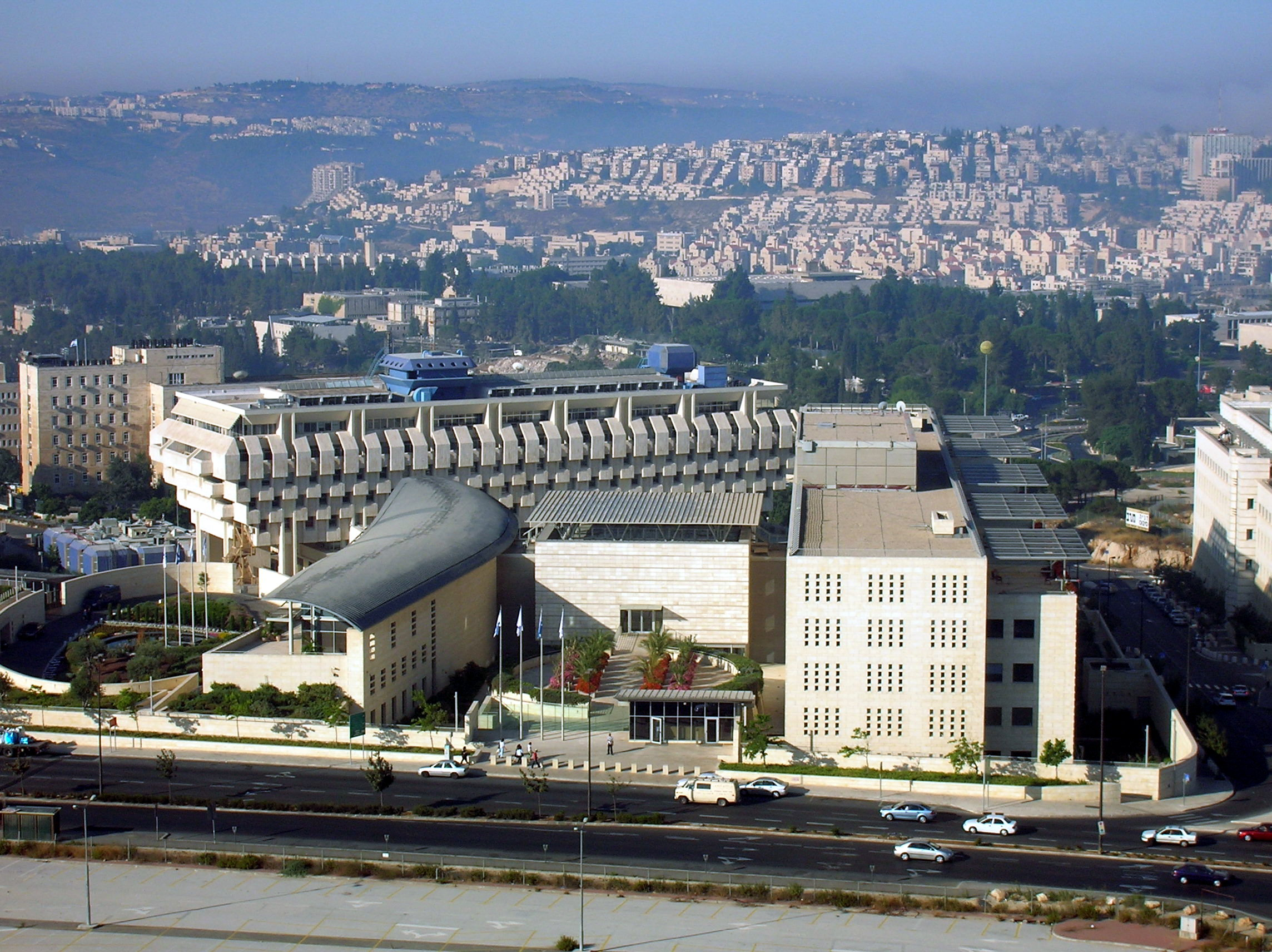
Міністерство закордонних справ Ізраїлю, Єрусалим

До створення Ізраїлю функції представника єврейського населення підмандатної Палестини виконувало Єврейське агентство. У його складі функціонував політичний відділ, яким керував Моше Шарет і який згодом став базою для створення Міністерства закордонних справ Ізраїлю. Політичний відділ і керівництво Єврейського агентства в цілому доклали великі зусилля для прийняття рішення ООН про розділ Палестини на дві держави — єврейську і арабську і подальшого визнання Ізраїлю. Суттєвий внесок у створення і міжнародне визнання Ізраїлю внесла Всесвітня сіоністська організація.

### 1948-1956
14 травня 1948 року була проголошена незалежність Ізраїлю, а 15 травня на її територію вторглися війська сусідніх арабських країн з метою ліквідації єврейської держави. Однак Ізраїль виграв війну і відстояв свою незалежність. За допомогою ООН було досягнуто перемир'я. 11 травня 1949 Ізраїль вступив в ООН.
Після закінчення Війни за незалежність Ізраїлю однією з найважливіших завдань уряду стало налагодження відносин з іншими країнами. Арабські країни, які не визнавали розділ Палестини, відмовилися визнати єврейську державу. Деякі з них не визнають Ізраїль і в даний час. Враховуючи вороже ставлення навколишніх арабських країн, в Ізраїлі була розроблена так звана «периферійна стратегія», яка полягала у налагодженні стосунків з релігійно-етнічними меншинами в цих країнах.
13 грудня 1949 року Давид Бен-Гуріон, перший глава ізраїльського уряду, оголосив у Кнесеті про переведення всіх урядових установ у столицю держави — Єрусалим. У квітні 1950 року Трансйорданія заявила про анексію Західного берега річки Йордан, пізніше оголосивши Східний Єрусалим, який там розташований, альтернативною столицею і неподільною частиною самої перейменованої Йорданії.
Ізраїль заперечував проти повернення Німеччини, «чиє огидне минуле не викорінено, чия вина не спокутувана і чий характер залишився колишнім», в міжнародне співтовариство. Ізраїль направив ноту протесту всім окупаційним державам — СРСР, США, Франції і Великої Британії. Ізраїль зажадав компенсацій жертвам фашизму і репарації в розмірі півтора мільярдів доларів витрачених Ізраїлем на облаштування євреїв з окупованих Німеччиною територій. Уряд СРСР, залишив ізраїльську ноту протесту без уваги, проте інші країни висунули пропозицію прямих переговорів між Ізраїлем і ФРН. Західна Німеччина погодилася на ведення переговорів про репарації на суму один мільярд доларів (з необхідних півтора мільярдів). Ізраїль підкреслював що дані виплати є суто символічними і мінімальними у результаті 10 вересня 1952 року в Гаазі було підписано угоду про виплату репарацій протягом дванадцяти років.
З самого початку діяльності ізраїльських дипломатів в країнах комуністичного блоку вся їх діяльність була спрямована на отримання дозволу євреям з цих країн репатріюватися в Ізраїль. Однак ці зусилля не принесли результату. Більш того, в СРСР і Чехословаччині пройшов ряд судових процесів, розцінених за кордоном як антисемітські — «справа лікарів» і «справа Сланського». Після спроби здійснення теракту у дворі радянського представництва в Тель-Авіві у 1953 р. СРСР повністю розірвав дипломатичні відносини з Ізраїлем.
Надалі відносини між Ізраїлем та країнами Східного блоку стали налагоджуватися. Але питання про репатріацію залишалося без дозволу. У 1955 році відносини між СРСР і Ізраїлем погіршилися через постачання зброї в сусідні арабські країни (зокрема, Єгипет).

### 1956-1967
З 1956-1957 роки відбулася Друга арабо-ізраїльська війна, одним з наслідків якої стало погіршення відносин між Ізраїлем і США. Однак у наступні два роки відносини були відновлені США розпочали постачання в Ізраїль оборонної зброї, в 1964 році прем'єр-міністр Ізраїлю Леві Ешкол відвідав США з офіційним візитом. У цей же період почалася інтенсифікація французько-ізраїльських відносин. У 1957 році між Ізраїлем і Францією було укладено договір про постачання сучасної зброї, літаків і ракет класу «повітря-повітря». Розвивалися контакти армій Ізраїлю та Франції.
У цей же період арабські країни поставили в ООН питання про арабських біженців. Позиція Ізраїлю залишалася незмінною: укорінення біженців у країнах теперішнього проживання. Ізраїль пропонував арабським країнам фінансові компенсації, однак з урахуванням тих матеріальних засобів, які кинули арабські євреї коли втекли зі своїх країн.
На початку 1950-х років у кількох країнах Європи відбулися спалахи антисемітизму, Ізраїль висловив ноту протесту цим країнам, у відповіді ці країни висловили солідарність з Ізраїлем і готовність до вжиття заходів до наведення порядку. Комісія з прав людини прийняла ряд резолюцій, що засуджували дії антисемітів і вимагала від урядів цих держав покарати винних.
У березні 1959 року єгипетська влада почали конфіскацію вантажів на суднах, що йдуть по Суецькому каналу на адресу Ізраїлю. У відповідь Ізраїль зажадав від ООН та найважливіших морських держав забезпечити його право вільного судноплавства у міжнародних водах. З боку Сирії були спроби відвести води Йордану до себе, тим самим позбавивши сільськогосподарські поселення на Півночі Ізраїлю вологи. Йорданія також перешкоджала відвідування євреями святих місць в Єрусалимі.
Зростання напруженості у відносинах з арабськими країнами, підтримуваними СРСР, призвело до Шестиденної війни.

### 1967-1973

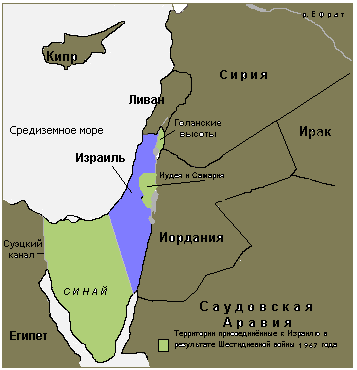
Території, приєднані до Ізраїлю в результаті Шестиденної війни 1967 року

В ході Шестиденної війни Ізраїль воював одночасно з Сирією, Йорданією та Єгиптом. В ході боїв ізраїльська армія зайняла Синайський півострів, Самарію, Голанські висоти і Сектор Газа. Кнесет прийняв «Закон про охорону святих місць», який гарантує безпеку священних місць і свободу відправлення культу для представників усіх релігій.
10 червня 1967 року Радянський Союз і його сателіти розірвали дипломатичні відносини з Ізраїлем. СРСР вніс в ООН кілька пропозицій про визнання Ізраїлю як агресора, але більшістю голосів ці пропозиції були відхилені. На Надзвичайній Асамблеї ООН, скликаній спеціально для вирішення конфлікту, делегати так і не прийшли до спільного рішення, але було прийнято рішення передати питання в Раду Безпеки ООН. Резолюція Ради Безпеки № 242 від 22 листопада 1967 року вимагала виведення ізраїльських військ із зайнятих територій і врегулювання проблеми біженців при припиненні всіх взаємних претензій та визнання прав на існування та територіальну цілісність усіх держав у регіоні. Єгипет і Йорданія після деякого часу прийняли резолюцію, однак Сирія її відкинула.
У вересні 1967 року в столиці Судану відбулася конференція Ліги арабських держав, учасники якої зажадали від Ізраїлю повернення  до кордонів 1967 року. Ними була оголошена політика «трьох ні»: ні миру з Ізраїлем, ні визнанню Ізраїлю, ні переговорів з Ізраїлем». В 1970-ті роки Ізраїль відчував підтримку від більшості європейських держав, за винятком Франції, відносини з якою були зіпсовані французьким бажанням мати вплив у Північній Африці.

### 1973-1979
6 жовтня 1973 року Єгипет і Сирія за підтримки Іраку і Йорданії раптово напали на Ізраїль. У перші дні війни Ізраїль поніс великі втрати, однак ситуація змінилася, як тільки Ізраїль провів повну мобілізацію. Протягом тижня Ізраїль відновив положення і перейшов в активний наступ. 23 жовтня Рада Безпеки ООН прийняв резолюцію № 338, підготовлену СРСР і США. Вона вимагала негайного припинення вогню, початку переговорів і формування сил ООН, покликаних зайняти позиції між ворогуючими арміями. США стали посередником в арабо-ізраїльських переговорах. Ізраїль погодився взяти участь в міжнародній конференції з врегулювання арабо-ізраїльського конфлікту, що відкрилася в Женеві в грудні 1973 року під егідою США і СРСР.
Після і під час війни судного дня арабські країни намагалися чинити тиск на союзників Ізраїлю, було введено ембарго на продаж нафти, однак від такої політики їм незабаром довелося відмовитися, так як це приносило велику шкоду залежним від експорту нафти економік арабських країн. Також впливові арабські країни чинили тиск на африканські держави, в результаті багато з них формально розірвали офіційні відносини з Ізраїлем, але насправді в цих країнах працювали неофіційні ізраїльські посольства та консульства.

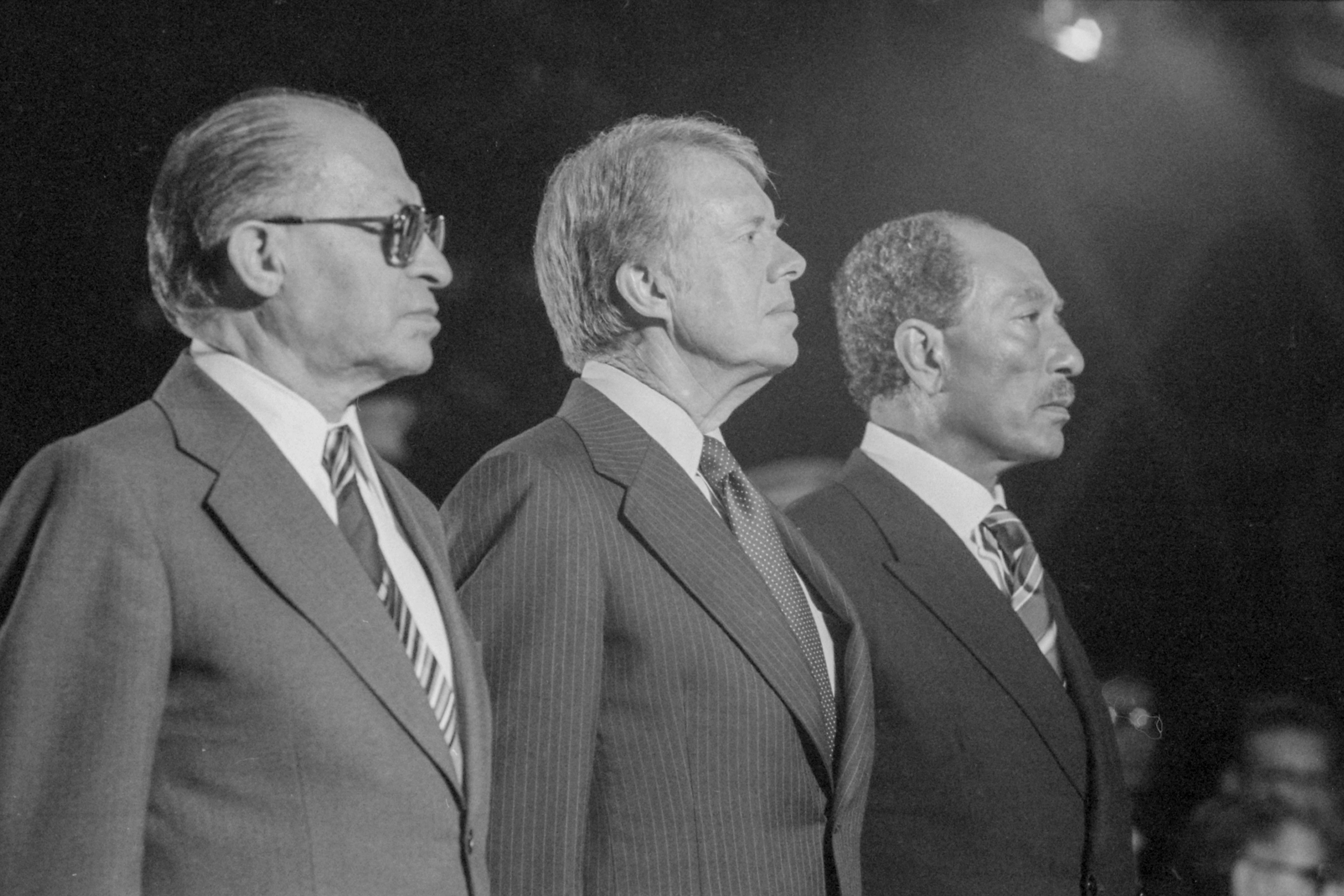
Менахем Бегін, Джиммі Картер та Анвар Садат в Кемп-Девіді

Важка обстановка була також у відносинах з ООН, тому що більшість країн ООН належали до країн третього світу, і великий вплив на них чинили арабські країни і країни комуністичного блоку. У листопаді 1975 року арабський вплив в ООН досяг вищої точки, коли Генеральна Асамблея прийняла резолюцію, підтриману Радянським Союзом і країнами Східної Європи, що кваліфікувала сіонізм як «форму расизму і расової дискримінації», що викликало обурення в західних країнах. Наступним антиізраїльським кроком ООН, стало визнання Організації визволення Палестини в якості легітимного представника арабів Палестини, незважаючи на те, що Ізраїль постійно нагадував світовій спільноті про терористичний характер даної організації.
В 1977 році було досягнуто мирової угоди між Ізраїлем і Єгиптом. 5 вересня 1978 року в американському місті Кемп-Девід були досягнуті угоди між Ізраїлем і Єгиптом одержали назву Кемп-Девідські угоди. У листопаді 1977 відбувся історичний візит президента Єгипту Анвара Садата в Ізраїль, де він виступив перед Кнесетом в Єрусалимі, визнавши за єврейською державою, таким чином, право на існування.

### 1979-1987
30 червня 1980 року ізраїльський парламент прийняв Закон про Єрусалим, згідно з яким відтепер Єрусалим є єдиною і неподільною столицею держави Ізраїль.
Після вбивства президента Єгипту Анвара Садата новий президент Єгипту Мубарак заявив, що Єгипет буде виконувати прийняті раніше угоди, Ізраїль вивів свої війська і поселенців з Синаю. Нове єгипетське керівництво інтерпретувало мирний договір як політичну угоду, що зобов'язує дві нації до мирного співіснування, але не потребує дружби і тісного співробітництва між ними. Щоб не порушити мир, Єгипет більше не став піднімати питання про автономію арабів Юдеї, Самарії і Сектора Гази. Розбіжності в питаннях кордону в районі Таби біля Ейлата були сприйняті в Єгипті як найбільша національна проблема, в 1982 році Ізраїль почав операцію проти баз ОВП у Лівані, внаслідок цього Єгипет відкликав свого посла в Ізраїлі.
Європейське економічне співтовариство, яке є основним ринком збуту для ізраїльської продукції, в червні 1983 року на конференції міністрів закордонних справ у Штутгарті, взяло курс нормалізації відносин з Ізраїлем, порушених в результаті ліванської кампанії. У 1985 році намітилося поліпшення відносин з Угорщиною і Польщею, з цими країнами було досягнуто згоди про обмін неофіційними представниками.
На виборах партія Авода виступила за так званий «територіальний компроміс». «Територіальний компроміс» передбачав передачу частини Юдеї та Самарії, а також Сектора Гази Йорданії. 11 квітня 1987 року міністр закордонних справ Ізраїлю Шимон Перес провів неофіційну зустріч з йорданським королем Хусейном, на цих переговорах була досягнута домовленість, що ізраїльсько-йорданські мирні переговори будуть здійснюватися в рамках міжнародної конференції за участю держав — постійних членів Ради Безпеки ООН. Перес вважав що такий вид переговорів буде найзручнішим для йорданської сторони, це не викличе осуд Йорданії в арабському світі і йорданської громадськості. Радянський Союз заявив, що не в його інтересах обмежуватися тільки церемоніальною роллю в справі врегулювання арабо-ізраїльського конфлікту.
Зустріч короля Йорданії Хусейна з Шимоном Пересом, не була узгоджена з прем'єр-міністром Ізраїлю Іцхаком Шаміром, який був лідером партії Лікуд, і виступав проти концепції міжнародної конференції, в якій будуть брати участь про-арабськи налаштовані Радянський Союз і Китай. Суперечки між прихильниками і противниками «лондонських угод» лише ускладнили і без того слабке співробітництво між Лікудом і Водою — уряд розпалося на два ворогуючих блоки.
Внаслідок початку в 1987 році першої інтифади у смузі Гази, яка негайно поширилася на Юдею і Самарію, та викликаних цим політичних процесів повністю зробили неможливими переговори між Ізраїлем і Йорданією.
В цей же час значно покращилися відносини Ізраїлю з СРСР і США. З початком перебудови змінилося ставлення радянського суспільства до Ізраїлю, все більше радянських євреїв виїжджали на постійне місце проживання в Ізраїль.
Війна між Іраком і Іраном зняла загрозу для Ізраїлю з боку Іраку, який за останні десять років тільки набирав свою військову міць і ставав найбільш впливовою у військовому відношенні арабською країною в регіоні, поглибився конфлікт між Іраком і підтримуваною Іранои Сирією, це зашкодило створенню потужної антиізраїльською військової коаліції на півночі.
Організація визволення Палестини опинилася у важкому становищі, в ході операції Мир Галілеї ОВП була вигнана з Лівану. Ясір Арафат, якому довелося влаштуватися в Аммані, був змушений дати згоду королю Хусейну на те, що в разі арабо-ізраїльських переговорів Йорданія представляла палестинців в можливих переговорах з Ізраїлем; це згода фактично ігнорувала постанову конференції в Рабаті (1974 р.), що відмовила Йорданії в праві виступати від імені палестинців. В цей же час ОВП поширила свою діяльність на Європейські країни, що викликало обурення у європейському суспільстві, у зв'язку з цим змінилася позиція держав, які раніше симпатизували Арафату і його організації.
Після виведення ізраїльських військ з Лівану на прикордонній території з Ліваном, було створено пояс безпеки, який включав в себе близько 10 відсотків території Лівану, на цих територіях проживало 250 000 мусульман-шиїтів і невелика християнська меншість. Порядок в поясі безпеки підтримували місцеві військові формування (Армія Південного Лівану).
Серед цивільного населення Ізраїлю після виведення ізраїльських військ з Лівану жертв не було, аж до ракетного обстрілу навесні 1992 р., в результаті якого загинула маленька дитина і кілька людей були легко поранені.

### Кінець 1980-х — 1990-х
В цей період перед зовнішньополітичним відомством Ізраїлю стояли три головні завдання:
- розширення дружніх і партнерських відносин з країнами, з якими було встановлено дипломатичні відносини;
- встановлення дипломатичних відносин з країнами, з якими до цього офіційних відносин не було;
- укладення мирних договорів з арабськими країнами.

В цей час в Австрії до влади прийшов Курт Вальдхайм, причому минуле нового президента Австрії ретельно приховувалося: Вальдхайм служив у німецькій армії під час Другої світової. Подібне минуле політика не могло не погіршити відносини Австрії та Ізраїлю, і в результаті Ізраїль відкликав з Австрії свого посла.
У ці ж роки зменшилася співробітництво з ПАР, це було наслідком міжнародного тиску, який чинили США: Америка вимагала засудити ПАР і взяти участь у міжнародних санкцій проти расистського режиму, встановленого в цій країні.
Дипломатичні відносини з Ізраїлем почали відновлювати африканські країни: в 1982 році — Заїр, у 1983 — Ліберія, а слідом за ними і багато інші країни Африки, в тому числі Берег Слонової Кістки, Камерун і Ефіопія.
Відновлення відносин з Ефіопією було особливо важливо для Ізраїлю. Ефіопія єдина немусульманська країна на узбережжі Червоного моря, крім того Ефіопія часто воювала зі своїми мусульманськими сусідами. З кінця 1970-х рр. Ізраїль домагався репатріації ефіопських євреїв, положення яких при режимі Менгісту Хайле Маріама і в умовах безперервної громадянської війни, ставало все важче. Відновлення дипломатичних відносин з Ефіопією допомогло репатріації місцевих євреїв, але в обмін на це Ізраїлю довелося співпрацювати з диктаторським режимом в цій країні, що не могло не викликати обурення світового співтовариства.
У травні 1992 році були відновлені дипломатичні відносини з найбільшою за чисельністю населення країною Африки — Нігерією. В цей же час Угорщина, Польща, Чехословаччина і Болгарія відновили дипломатичні відносини з Ізраїлем.
Поліпшення відносин з СРСР, викликане початком перебудови, поступово перетікало в справжні дипломатичні відносини, в цей період встановлюються культурні, торгові та туристичні зв'язки Ізраїлю і СРСР. Радянський Союз поступово відійшов від вже сталого зовнішньополітичного курсу щодо Близького Сходу, це і викликало нормалізацію відношенні з Ізраїлем. У 1991 році міністр закордонних справ СРСР Борис Панкін відвідав Єрусалим, відносини між СРСР і Ізраїлем повернулися на рівень 1967 року. Новим послом СРСР в Ізраїлі став Олександр Бовін. Після розпаду Радянського Союзу Ізраїль встановив дипломатичні відносини з більшістю новоутворених держав.

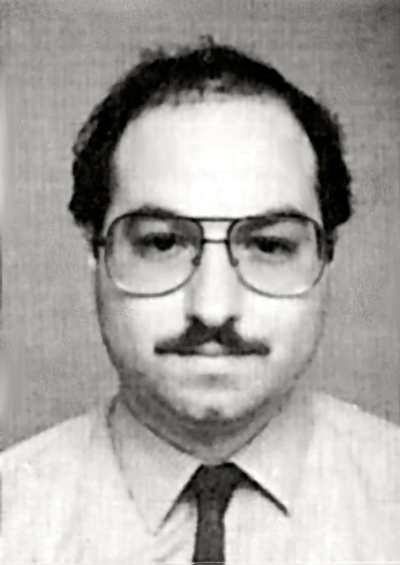
Джонатан Поллард

Особливі дипломатичні відносини складаються в цей період у Ізраїлю і США. У період з 1984 року по 1988 рік Америка надала Ізраїлю фінансову допомогу розміром 13,25 мільярдів доларів безоплатно. В 1985 році було підписано угоду про безмитну торгівлю між двома країнами. У 1987 р. статус «союзника США, що не є членом НАТО». Після розвалу СРСР і закінчення холодної війни, потреба Ізраїлю як геополітичного та економічного союзника на Близькому Сході йде в минуле, тепер співпраця двох країн ґрунтувалося на моральних зобов'язаннях.
Погіршення репутації Ізраїлю в очах американської громадськості було викликано, політичним скандалом, Ізраїль виявився замішаний у продажу зброї Ірану, який у цей час воював з Іраком, одним з найбільш впливових супротивників Ізраїлю в регіоні. Розслідування так і не встановили роль ізраїльського уряду в цих угодах; ізраїльський уряд спростував свою причетність. Ще один удар по репутації Ізраїлю завдала справа Полларда — американського єврея засудженого за шпигунство на користь Ізраїлю. У 1987 році Поллард був засуджений до довічного ув'язнення, його дружина Енн Хендерсон була засуджена до п'ятирічного ув'язнення.
Наступним важливим етапом у відносинах між США та Ізраїлем, стала екстрадиція в Ізраїль Івана Дем'янюка, який підозрювався в участі в масових знищення євреїв у таборах Треблінка і Собібор, з вимогами видачі Деменьюка також виступав Радянський союз. Однак США видали злочинця саме Ізраїлю, тим самим визнавши Ізраїль офіційним представником єврейського народу.

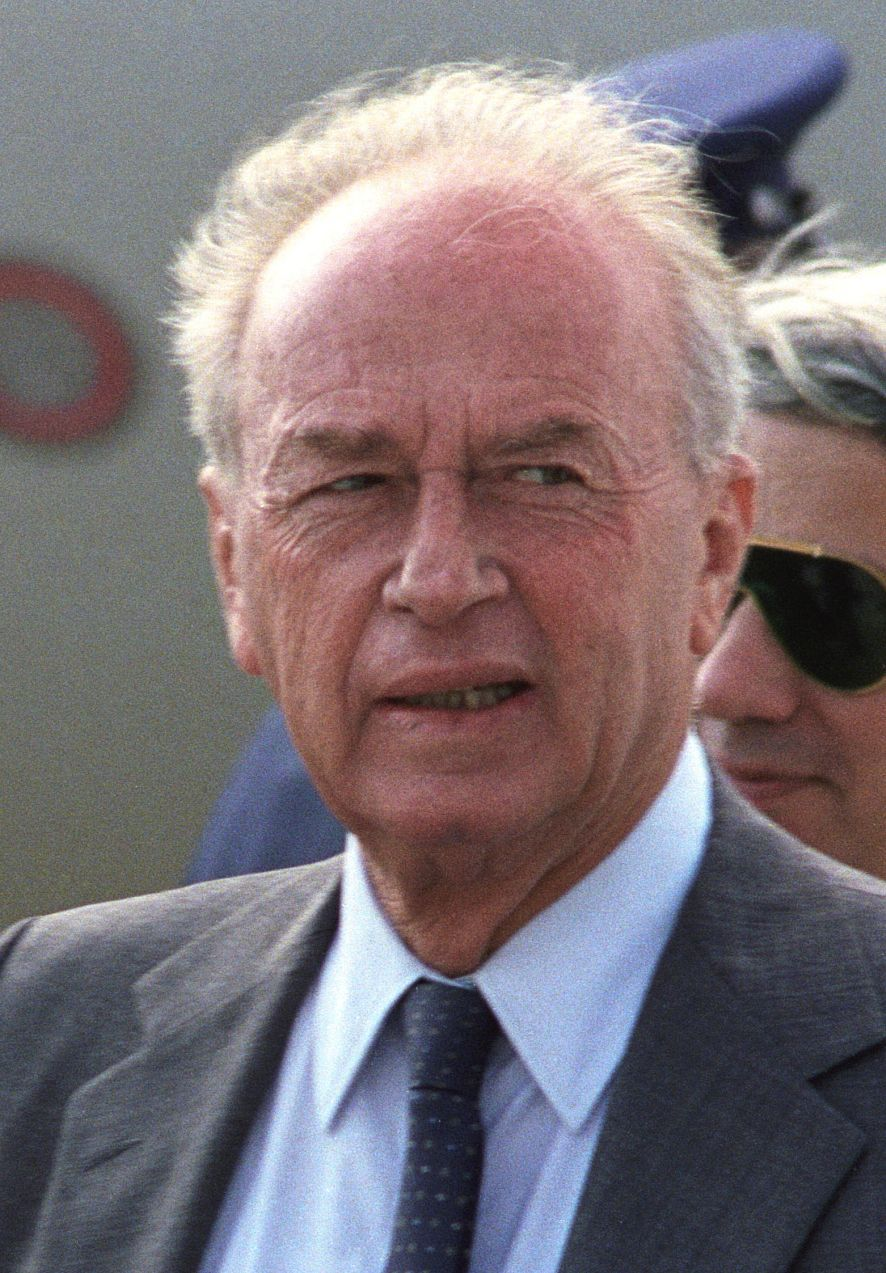
Іцхак Рабін

Наприкінці 1980-х років геополітична ситуація в світі змінилася, розпад СРСР зробив США єдиною наддержавою. До влади в Америці прийшов Джордж Буш (старший), він змінив на цій посаді Рейгана в період правління якого між двома країнами склалися дружні стосунки.
У 1988 році Ізраїль передав Єгипту останні окуповані в ході військових конфліктів території, це було невелике курортне місто на кордоні двох країн. Після вирішення спору про Табу ізраїльсько-єгипетські відносини продовжували залишатися «холодними».
Абсолютно новий виток у зовнішній політиці Ізраїлю було запущено з приходом до влади Іцхака Рабіна, у своїй передвиборчій кампанії Рабін обіцяв припинити будівництво економічно невигідних для держави поселень в Газі, Юдеї і Самарії. Через кілька годин після обрання Рабіна главою держави президент США запросив його відвідати свою країну. Джордж Буш дав згоду на продаж єврейській державі партії новітніх американських винищувачів.
20 січня 1993 року до виконання президентських обов'язків в США приступив Білл Клінтон, період його правління був одним із найбільш плідних періодів американо-ізраїльських відносин.
Згідно з планом Рабіна американські війська повинні будуть контролювати новий кордон між Сирією та Ізраїлем, Голанські висоти повинні бути передані Сирії. Меншу роль І. Рабін відводив США в переговорах з палестинськими арабами, оскільки вплив, що американська адміністрація могла надати тут, був досить обмеженим.

## Відносини Ізраїлю з іншими країнами

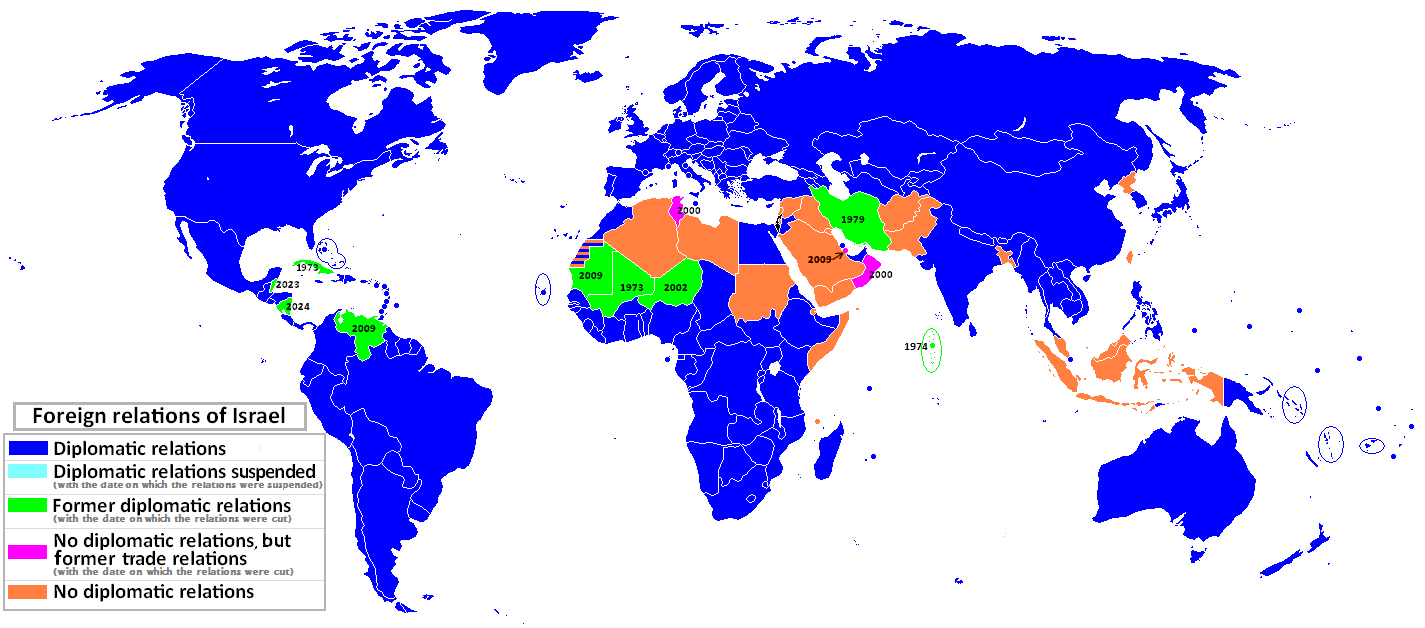
Дипломатичні відносини Ізраїлю з іншими державами

На 2008 рік Ізраїль визнано 166 державами. 26 країн не визнає Ізраїль, більшість з них арабські країни, члени Організації Ісламська конференція. Дипломатичні відносини на листопад 2014 року встановлені з 159 країнами. 36 держав — членів ООН не мають дипломатичних відносин з Ізраїлем, в їх число входять 20 держав з 22 членів Арабської Ліги.
На 2012 рік 36 країн не мають дипломатичних відносин з Ізраїлем, з них його не визнає 21 країна.

### Союзники
Основними союзниками Ізраїлю є США, Велика Британія, Німеччина та Індія.
США були другою державою після СРСР, яка визнала Ізраїль. Президент США Гаррі Трумен особисто доклав великі зусилля для підтримки плану ООН про розділ Палестини. Ізраїль отримав статус основного союзника США поза НАТО. США є основним військово-стратегічним партнером Ізраїлю.
Тісні зв'язки між Ізраїлем та Німеччиною включають взаємодію в науці, освіті, військовому партнерстві та економіці. Індія розпочала повні дипломатичні відносини в 1992 році і з тих пір заохочує воєнне та культурне співробітництво з Ізраїлем. Велика Британія підтримує повні дипломатичні відносини з Ізраїлем з моменту його утворення, а також має сильні торговельні зв'язки. Ізраїль є 23-м за величиною торговим партнером Великої Британії.

### Відносини з арабськими і мусульманськими країнами
Тільки два члени Ліги арабських держав мають врегульовані відносини з Ізраїлем. Єгипет першим з них підписав мирний договір в 1979 році, Йорданія в 1994 році. Мавританія налагодила повноцінні дипломатичні відносини в 1999 році. Однак у січні 2009 року Мавританія заявила про заморожування політичних і економічних відносин з Ізраїлем у зв'язку з ізраїльською операцією в секторі Гази, а 6 березня влади країни надали співробітникам посольства Ізраїлю в Нуакшоті 48 годин для того, щоб покинути країну. Два інших члена Ліги арабських держав, Марокко і Туніс мали дипломатичні відносини з Ізраїлем до 2000 року, але з початком Другої Інтифади тимчасово їх призупинили. Проте вже з 2003 року зв'язки з Марокко почали поліпшуватися і ізраїльський міністр закордонних справ відвідав цю країну..
Іран мав неофіційні дипломатичні відносини з Ізраїлем під час правління династії Пехлеві, але після Іранської революції розірвав усі зв'язки.
Туреччина та Ізраїль не підтримували повних дипломатичних взаємин аж до 1991 року, хоча і всіляко взаємодіяли з 1949 року, з моменту визнання Туреччиною Ізраїлю. Однак Туреччина тісно пов'язана з мусульманськими країнами спільною релігією, що, безсумнівно, впливає на її ставлення до Ізраїлю. Після ізраїльської операції Литий свинець у 2009 році та конфлікту з захопленням «Флотилії свободи» у 2010 році відносини Ізраїлю і Туреччини різко погіршилися і знаходяться на межі розриву.
Однією з небагатьох мусульманських країн, що мають розвинені політичні та економічні відносини з Ізраїлем, є Азербайджан.

#### Ворожі держави в законодавстві Ізраїлю
Законодавство Ізраїлю оперує поняттям івр. מדינת אויב — «ворожа держава». При цьому не існує єдиного чіткого визначення цього терміна. Як правило, закони та відомчі постанови, які користуються цим поняттям, посилаються на один з двох законів, що містять перелік ворожих держав.
Закон про торгівлю від 1939 року, з урахуванням всіх поправок, що забороняє торгівлю, як із ворожими, з Сирією, Ліваном і Іраном. Ірак визнається ворожою державою, для якого розпорядженням міністра фінансів зроблено тимчасове виключення.
Закон про порушників кордону від 1954 року, з урахуванням всіх поправок, встановлює для громадян Ізраїлю кримінальну відповідальність за відвідування без спеціального дозволу міністерства внутрішніх справ таких країн, визнаних ворожими: Іран, Сирія, Ліван, Ірак, Саудівська Аравія, Ємен. При незаконному проникненні на територію Ізраїлю громадянство цих країн є обтяжуючою обставиною.
Крім цих двох не співпадаючих між собою версій переліку ворожих держав, у деяких законопроєктах (Про обмеження на членів Кнесету, Про нелегальних емігрантів) пропонувалося ввести нові або додаткові версії такого списку із занесенням в нього Лівії, Афганістану, Пакистану і Судану, але вони не були остаточно прийняті.

### Взаємини з Європейським Союзом
У зв'язку зі своїм географічним положенням і політичним устроєм Ізраїль є найважливішим партнером у проєкті Середземноморського союзу і учасником барселонського процесу євро-середземноморського співробітництва. Ізраїль є найбільш важливою частиною майбутнього вельми перспективного газопроводу північноафриканського природного газу в ЄС.
З 1995 року Ізраїль є членом Середземноморського діалогу, який стимулює взаємодію між сімома країнами Середземноморського басейну і членами НАТО.

### Ізраїль — Росія
У другій половині 2007 року уряд Росії звернулося до уряду Ізраїлю з пропозицією ввести безвізовий режим між двома країнами. Після кількох місяців роботи дипломатичних відомств двох країн документи були підготовлені. 20 березня 2008 року міністр закордонних справ Російської Федерації Сергій Лавров і міністр закордонних справ Ізраїлю Ципі Лівні підписали угоду про скасування візового режиму між Росією та Ізраїлем. Після підписання документ був затверджений урядами і парламентами Держави Ізраїль та Російської Федерації.
Візовий режим був скасований 20 вересня 2008 року.

### Країни — члени ООН, які не визнають державу Ізраїль, або не мають / розірвали з ним стосунки

#### Не визнають державу Ізраїль

Держави, які не визнають Ізраїль

На початок 2021 року Ізраїль не отримав визнання від 28 країн:
 Алжир
 Афганістан
 Бангладеш
 Бруней
 Венесуела
 Джибуті
 Індонезія
 Іран
 Ірак
 Ємен
 Катар
 Коморські Острови
 Куба
 Кувейт
 Ліван
 Лівія
 Малайзія
 Мальдіви
 Малі
 Мавританія
 Нігер
 Оман
 Пакистан
 Північна Корея
 Саудівська Аравія
 Сирія
 Сомалі
 Туніс

#### Країни, що мали, але розірвали дипломатичні відносини (у дужках зазначений період діп. відносин)
Іран (1948—1951, 1953—1979)
 Куба (1949—1973)
 Мальдіви (1965-1974, 2009-2014)
 Малі (1960—1973)
 Мавританія (1999-2010)
 Нігер (до 1973)
 Венесуела (1948-2009)
6 січня 2021 року Судан приєднався до «заповіту Авраама» та поки є останньої державою, що визнала Ізраїль. 1 лютого 2021 року частково визнана держава Косово та Ізраїль прийняли рішення про взаємне визнання.